# Cétimine
Une cétimine est une imine qui est un analogue structurel à une cétone. Les cétimines ont une structure générale de la forme RR'–CH=N–R''. Les cétimines sont similaires aux aldimines, analogues structurels des aldéhydes.
Comme toutes les imines, les cétimine sont qualifiées de primaires si le groupe R'' est un hydrogène et de secondaire si celui-ci est un alkyle ou un aryle. Dans ce dernier cas, les cétimines font partie des bases de Schiff (au sens large).

Cétimine primaire
Cétimine secondaire
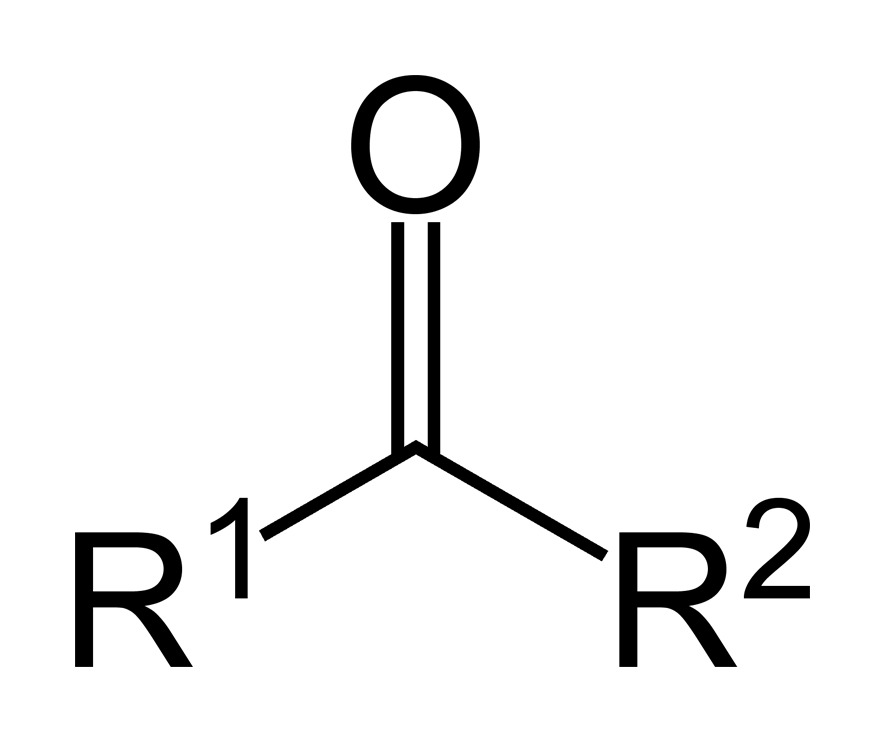
Cétone